# 安西修一郎
安西 修一郎（あんざい しゅういちろう、1939年 - 2025年3月2日）は、工学者。学位は工学博士。慶應義塾大学名誉教授（定年退職）。

## 略歴
- 1961年 慶應義塾大学工学部応用化学科卒業
- 1966年 慶應義塾大学大学院工学研究科応用化学専攻博士課程単位取得退学、慶應義塾大学工学部応用化学科助手
- 1968年 工学博士の学位を取得
- 1974年 慶應義塾大学理工学部応用化学科助教授
- 1987年 慶應義塾大学理工学部応用化学科教授
- 1996年 慶應義塾大学理工学部物理情報工学科教授
- 2004年 定年退職、名誉教授

専門分野は、相関電子系における金属-非金属転移・ミクロ・マクロ系の相転移。物理学会・応用磁気学会・応用物理学会に所属。物性物理学者である一方で、安西修悦の筆名で切手収集家（郵趣家）としても活動した。
慶應義塾大学元塾長の安西祐一郎は親族である。

## 著作 [郵趣家として]

### 単著
- 安西修悦『切手と紙幣が語るロシア史』 東洋書店 2009年 ISBN 978-4-88595-830-4

### 寄稿
- 「CIS諸国の切手とそのルーツ」 KEIO Philatelist 33号(1997年) 慶應義塾郵便切手研究会
- 「旧ユーゴスラヴィアの変遷」 KEIO Philatelist 34号(2000年) 慶應義塾郵便切手研究会
- 「フランス切手 1世紀半の歴史をたどる 国名表記の変遷」 『郵趣』第59巻11号(2005年11月号) 日本郵趣協会 pp.1-5